# پتریلا
شهر پتریلا (به رومانیایی: Petrila) در شهرستان هوندرا در کشور رومانی واقع شده‌است. جمعیت این شهر ۲۸٬۷۴۲ نفر  است.